# Arahant

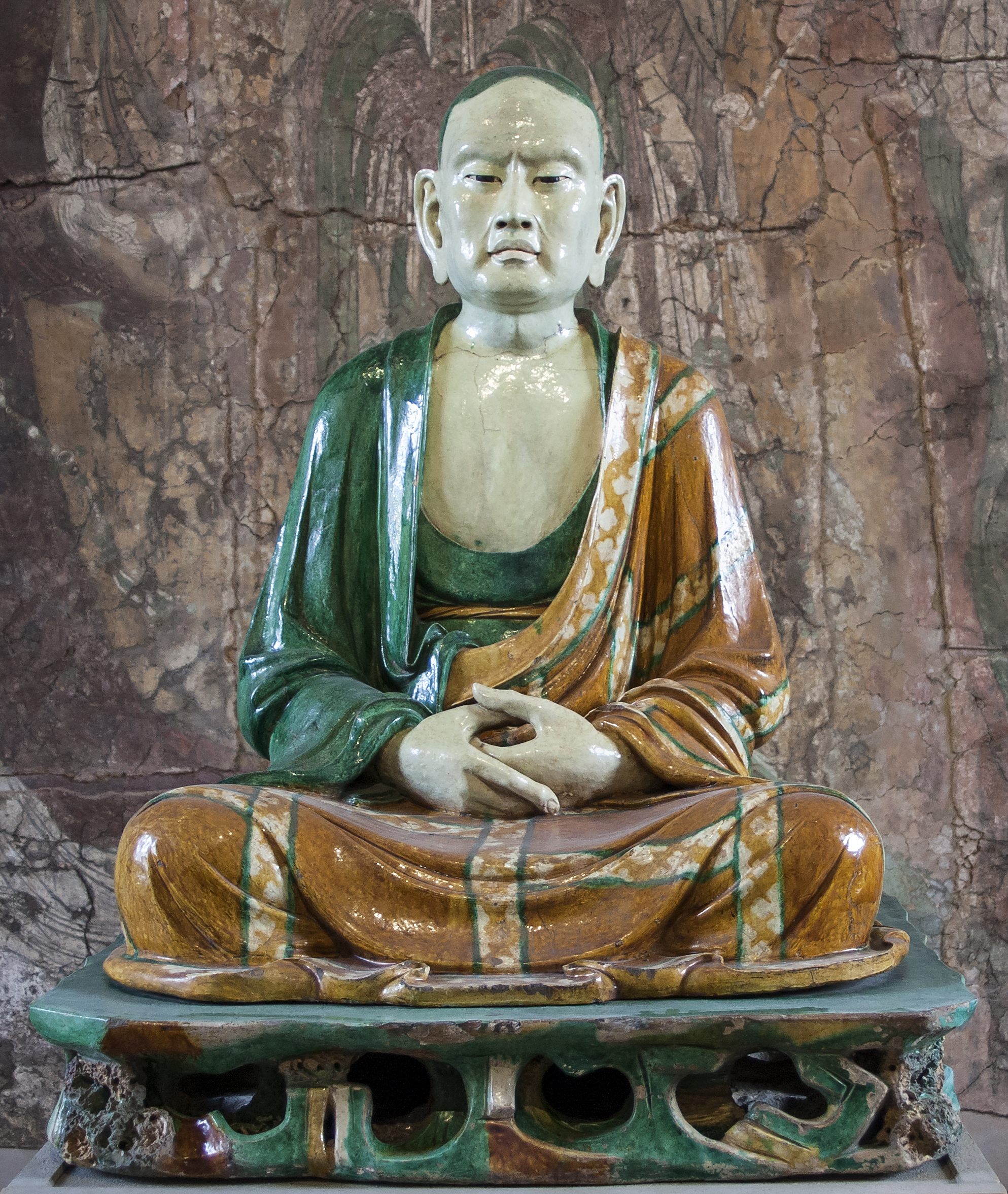
En kinesisk staty föreställande en arahant, från Liaodynastins tid.

Arahant (pali), arhat (sanskrit: अर्हत) betyder "en som är värdig". I buddhismen är en arahant en varelse som uppnått nirvana, och är inom bland annat theravada målet med det religiösa utövandet.
I de buddhistiska inriktningar vars mål inte är att bli en buddha, beskrivs arahantskap som målet, och även Buddha beskrivs som en arahant. Av de fyra nivåerna av upplysning är arahanten den högsta och sista, där de tidigare är sotapanna ("den som gått in i strömmen"), sakadagami ("den som återvänder en gång"), och anagami ("den som inte återvänder").
I inriktningar vars mål är buddhaskap, såsom mahayana anses arahanten vara underlägsen buddhor, och även bodhisattvor prisas högre än arahanter i dessa inriktningar. De mahayanska inriktningarna menar att arahanter inte är helt befriade från alla förhinder, vilket buddhor är. Arahanter förekommer dock i de mahayanska sutrorna. Exempelvis förespås det i Lotussutran att arahanten Sariputra i framtiden kommer att nå buddhaskap. Enligt mahayana blev ett antal arahanter utvalda av Buddha för att stanna i samsara tills Maitreya, nästa buddha, kommer. Dessa aranahter är oftast sexton i antalet och har varit föremål för utbredd hängivenhet i Östasien. Dessa sexton arahanter avbildas ofta i egna altare i östasiatiska kloster/tempel.
Det sägs att arahanter har blivit befriade från de tio kedjorna (samyojana) som binder varelser till samsara:
1. Tron på ett bestående jag/en själ
2. Tvivel på effektiviteten av den buddhistiska vägen
3. Tron på icke-buddhistiska riter och ritualers effektivitet
4. Sensuellt begär
5. Ondska/dåliga avsikter
6. Önskan att återfödas som en gud i den subtila materiella himmelen
7. Önskan att återfödas som en gud i den immateriella himmelen
8. Stolthet
9. Otålighet/distraktion/agitation
10. Ignorans